# Preußischer Landesgesundheitsrat
Der Preußische Landesgesundheitsrat (Pr.LGR) wurde nach Vorbild des Reichsgesundheitsrats durch das preußische Staatsministerium am 30. April 1921 ins Leben gerufen.

## „Die Eugenik im Dienste der Volkswohlfahrt“
Am 2. Juli 1932 tagte ein Ausschuss des Preußischen Landesgesundheitsrates zum Thema „Die Eugenik im Dienste der Volkswohlfahrt“. Hermann Muckermann stellte einen Entwurf für ein Eugenik-Gesetz vor. Heinrich Schopohl, Präsident des Preußischen Landesgesundheitsrats, hatte dafür die Weichen gestellt. Es wurden »Leitsätze der Eugenik« angenommen und am 30. Juli 1932 von einer Kommission als Gesetzentwurf verabschiedet.
24 Mitglieder des Landesgesundheitsrates, die dem Ausschuss angehörten, waren an der Sitzung beteiligt, darunter Fischer, Muckermann, Wilhelm vom Drigalski, Richard Goldschmidt, Max Hirsch, u. a. Außerdem 36 Sachverständige: Otmar von Verschuer, Lothar Loeffler, Erwin Baur, Agnes Bluhm u. a.
Während der Ausschussarbeit lag die Hauptkonfliktlinie beim Thema der Freiwilligkeit der Sterilisation. Der spätere Reichsgesundheitsführer Leonardo Conti (NSDAP) sprach sich gegen die Freiwilligkeit aus. Gleichzeitig beanspruchte Conti für die NSDAP die Urheberschaft und Führungsrolle in der Erbgesundheitsfrage, worauf Eugen Fischer entgegnete: „Sie [die NSDAP] besteht lange nicht so lang wie unsere eugenische Bewegung.“

## Mitglieder (Auswahl)
- Ernst Bames (1880–1944), Apotheker und Lebensmittelchemiker
- Max Beninde (1874–1949), Hygieniker
- Alfred Beyer (1885–1961), Mediziner, sozialdemokratischer Abgeordneter in Preußen, führender Funktionär im Gesundheitswesen der frühen DDR
- Eduard Dietrich (1860–1947), Arzt, Medizinalbeamter
- Richard Pokrantz (1862–1943), Jurist
- Robert Rumpe (1857–1939), Arzt in Krefeld
- Eberhard von Schenck (1887–nach 1941), Jurist
- Alexander Schneider (1881–1963), Jurist
- Heinrich Schopohl (1877–1963), Mediziner
- Fritz Straßmann (1858–1940), Gerichtsmediziner
- Hermann Thoms (1859–1931), Pharmazeut